# Limnorimarga limonioides
Limnorimarga limonioides là một loài ruồi trong họ Limoniidae. Chúng phân bố ở miền Cổ bắc.